# Rien ne va plus (1997)
Rien ne va plus is een Franse filmkomedie uit 1997 onder regie van Claude Chabrol. De titel is ontleend aan een uitroep tijdens het spel roulette en betekent 'niets gaat meer' (er mag niet meer ingezet worden).

## Verhaal
Betty en Victor zijn twee zwendelaars die zich vooral bezighouden met kleine diefstallen. Betty werkt nu aan een zaak waar ze miljoenen mee kunnen verdienen.

## Rolverdeling
| Acteur               | Personage         |
| -------------------- | ----------------- |
| Isabelle Huppert     | Betty             |
| Michel Serrault      | Victor            |
| François Cluzet      | Maurice Biagini   |
| Jean-François Balmer | Monsieur K.       |
| Jackie Berroyer      | Robert Châtillon  |
| Jean Benguigui       | Fourbe            |
| Mony Dalmès          | Signora Trotti    |
| Thomas Chabrol       | Zwitserse beambte |
| Greg Germain         | Praatzame man     |
| Nathalie Kousnetzoff | Blonde vrouw      |